# George Chakiris
George Chakiris (* 16. září 1932 Norwood, Ohio, USA) je americký herec, držitel Oscara a Zlatého Glóbu. Nejvíce se proslavil filmem West Side Story (1961).

## Životopis
George Chakiris se narodil 16. září 1934 v Norwoodu ve státě Ohio. Je synem řeckých emigrantů. S rodinou se v dětství přestěhoval na Long Beach v Kalifornii, kde se začal věnovat tanci. Ve svých dvanácti letech jako sborista ve filmu Song of Love (1947). V následujících letech hrál například ve filmech Velký Caruso (1951), Call Me Madam (1953), nebo Páni mají radši blondýnky (1953).
V roce 1958 odcestoval do New Yorku a přihlásil se do konkursu na londýnské představení West Side Story, kde ztvárňoval roli šerifa Riffa. O tři roky později si zahrál ve filmové adaptaci, za kterou získal Oscar za nejlepší mužský herecký výkon ve vedlejší roli a Zlatý glóbus za nejlepší mužský herecký výkon ve vedlejší roli.
Následně hrál hlavní role ve filmech Diamond Head (1963), Bubovo děvče (1964) a Slečinky z Rochefortu (1967).
Rovněž se uplatnil jako zpěvák a vydal několik hudebních alb. Vystupoval také jako host v televizních seriálech To je vražda, napsala, Wonder Woman, CHIPs, nebo Dallas.

## Filmografie (výběr)

### Filmy
- Velký Caruso (1951)
- Call Me Madam (1953)
- Páni mají radši blondýnky (1953)
- West Side Story (1961)
- Diamond Head (1963)
- Králové slunce (1963)
- Bubovo děvče (1964)
- Letka 633 (1964)
- Slečinky z Rochefortu (1967)